# ميكويان-جوريفيتش ميج-23
ميكويان-جوريفيتش ميج-23 (روسية: Микоян и Гуревич МиГ-23) (لقب تعريف الناتو: Flogger) هي طائرة حربية نفاثة ذات أجنحة متحركة من تصميم وتصنيع مكتب ميكويان جيروفيتش في الاتحاد السوفيتى السابق. ويعتقد أنها تنتمي إلى «الجيل الثالث» من الطائرات النفاثة مثلها مثل الطائرات السوفييتية من نفس العمر مثل الميج 25. كانت الميج 23 أول طائرة سوفييتية بها قابلية إطلاق الصواريخ خارج المدى المنظور وأول طائرة سوفييتية وضعت مداخل الهواء للمحرك على جانبي جسم الطائرة وليس في مقدمتها. بدأ الإنتاج في عام 1970 وأنتج أكثر من 5000 طائرة. ما تزال الميج 23 حاليا في الخدمة على نطاق محدود في بعض الدول التي صدرت إليها.

## التطوير

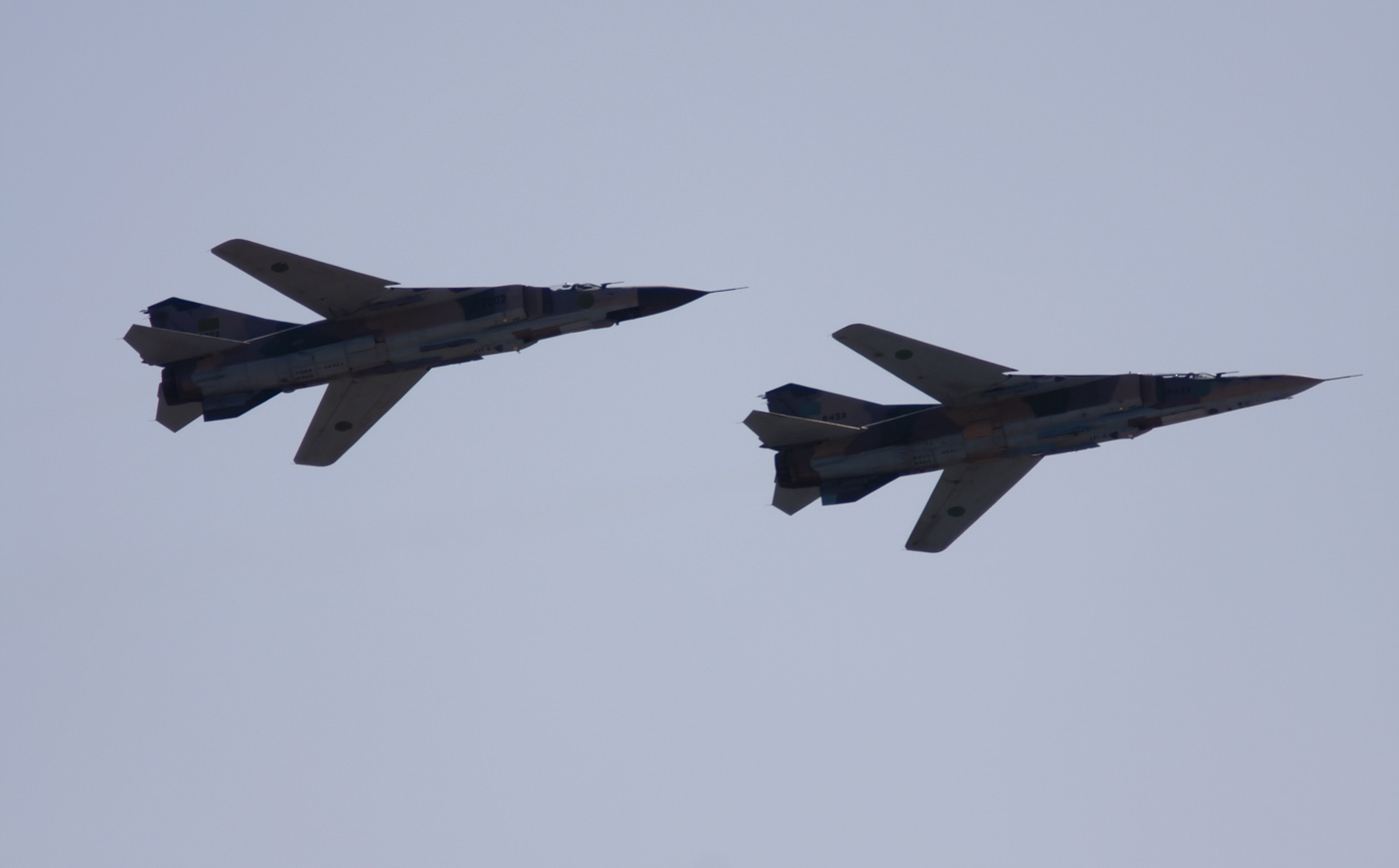
سلاح الجو الليبي

كانت الميج 21-الطائرة السابقة للميج 23- طائرة سريعة وخفيفة ولكن كان رادارها البدائي وقصر مداها وقلة ما تستطيع حمله من أسلحة (وصلت في بعض الأحيان إلى صاروخين جو-جو فقط في بعض الطائرات)، سببا في عدم فاعليتها القتالية بالشكل الكافي. صممت الميج 23 لتكون طائرة أثقل وأكثر قوة ولتلافي العيوب التي وجدت في الميج 21 ولمنافسة الطائرات الغربية كالإف-4 فانتوم. صممت الطائرة الجديدة لتشمل كشافا جديدا كليا إس-23 (S-23) وأنظمة أسلحة حديثة تشمل القدرة على إطلاق الصواريخ خارج مدى الرؤية البصرية.
جانب أخر أخذ في الاعتبار هو أداء الطائرة أثناء الهبوط والإقلاع. فالطائرات السوفييتية التي كانت موجودة في ذلك الوقت حتى وإن كانت سريعة فإنها كانت تحتاج إلى مدرج طويل لتقلع فإذا أضيف هذا إلى مداها القصير أصلا، قلت قدراتها أكثر فأكثر. طلب سلاح الجو السوفييتي أن يكون في استطاعة الطائرة الجديدة الإقلاع من مدرج أكثر قصرا بكثير. أيضا تم طلب تحسين قدرات والتحكم في الطائرة عند السرعات المنخفضة أكثر من الميج 21. هذا دفع ميكويان إلى اختيار حلين: محرك نفاث رافع وأجنحة متحركة.
النسخة الأولية الأولى سميت "23-01" ولكنها عرفت أيضا باسم ميج 23 پي.دي (MiG-23PD)، كان لها جناح على شكل حرف دلتا (Δ) (جناح دلتا) مثل الميج 21 بالإضافة إلى محركين نفاثين رافعين في جسمها. ظهر مبكرا أن هذا التصميم لن يكون ناجحا حيث لم يكن للمحركات الرافعة أي فائدة وشكلت وزنا زائدا بمجرد إقلاع الطائرة. النسخة الأولية الثانية سميت "23-11"، تضمنت وجود أجنحة متحركة من الممكن وضعها على زوايا 16، 45، 72 درجة وظهر بوضوح أن هذا التصميم مبشر أكثر. أقلعت ال"23-11" لأول مرة في يوم 10 يونيو 1967 وتم تجهيز ثلاث نسخ أولية أخرى حملت كلها محرك تومانسكي أر-27-300 يعطي قوة دفع 7850 كغم. أعطي الأمر ببدء إنتاج الميج 23 في ديسمبر 1967.
أدعت المصادر الغربية أن الإف 111 والإف 4 فانتوم 2 كان تأثيرهم قويا على الميج 23 وتصميمها. أراد المصممون الروس طائرة أقل وزنا وذات محرك واحد لتكون الطائرة أخف. صمم كلا من الميج 23 والإف 111 يتكونا مقاتلتين ولكن وزن الإف 111 الثقيل جعلها موجهة للهجوم الأرضي بشكل أكبر وأخرجها من دائرة القتال الجوي. في حين حرص مصممين الميج 23 على جعلها خفيفة بما يكفي لعراك الكلاب.

## النسخ
الدفعات الأولى من الطائرات المنتجه كانت تحمل كثيرا من العيوب لكن بعد فتره قصيره تم إنتاج النسخة Mig-23M أو مايسمى Flogger-B والتي تتمتع بالكترونيات أفضل ومحركات اقوى مع قدرات على الاعتراض ماوراء الافق.فالطائرة جهزت برادار دوبلر نبضي نوع Sapfir-23 وصواريخ جو-جو نوع R-23.

وتم إنتاج نسختين تصديريه اقل تطورا من النسخة Mig-23M.

فتم إصدار النسخة التصديريه Mig-23MS أو مايسمى Flogger-E والتي تمتلك رادارا مشابها لرادار ال Mig-21 من نوع Jay Bird وهو رادار قصير المدى وبالتالي لم تمتلك هذه النسخة التصديريه أي قدرات لاطلاق الصوارخ بعيده المدى والتي تعمل خارج مدى الرؤية.

النسخة الثانية وهي Mig-23ML أو مايسمى Flogger-G تتميز بمواصفات أفضل نسبيا مع مرونه وقدرة على المناورات الحاده أفضل حيث امتلكت هيكلا اخف ومحركات اقوى من نوع R-35-300 مع رادار محسن واخف وزنا نوع Sapfir-23L وهذا الرادار يمتلك قدرات تدعم القتال التلاحمي.

كما تمتلك هذه النسخة الكترونيات أكثر تطورا مع معدات بحث وتهديف جديده تعمل على الاشعه تحت الحمراء.

وهنالك نسخه محسنه من النسخة Mig-23 ML وتسمى ب Mig-23ML أو مايسمى Flogger-K والتي تمتلك تحويرات في التصميم اليرودايناميكي لبدنها مما يعطيها قدرات أفضل في المناورات الحاده والسيطرة. 

وهنالك النسخة Mig-23UB أو مايسمى Flogger-C وهي نسخة ذات مقعدين تستخدم للتدريب وللقتال أيضا وهي موجوده عند جميع المشغلين للطائرة.

اخر تطوير لل Mig-23 هو تزويدها برادار Phazotron N019M Topaz وهور رادار متعدد الاطوار يمكنه ان يشغل صواريخ جو-جو R-77 بعيدة المدى.

وهنالك نسخه أخرى للهجوم الارضي اعطيت المسمى Mig-27.

مهام الطائرة تختلف بأختلاف سلسلة النسخة: النسخة M هي طائرة مقاتلة اعتراضية.
اما النسخة B فهي مقاتلة قاصفة.

## المواصفات
تلك هي المواصفات الخاصة بالطائرة ميج 23 فلوجر كيه.

### الصفات العامة
- الطاقم: 1
- الطول: 16.70 متر.
- المسافة بين الجناحين (مفتوحين): 13.97 متر.
- الارتفاع : 4.82 متر.
- مساحة الأجنحة: مفتوحين: 37.35 متر²، منكسرين للخلف: 34.16 متر²
- الوزن فارغة: 9,595 كغم.
- الوزن محملة: 15,700 كغم.
- أقصى وزن محمله: 18,030 كغم.
- المحرك: محركين من نوع كتشاتوروف أر-35-300 يعطي قوة دفع 83.6 كيلو نيوتن جاف، 127 بالحارق الخلفي.

### الأداء
- السرعة القصوى: ماخ 2.4 (2445 كم/ساعة) في الارتفاعات.

ماخ 1.14 (1350 كم/ساعة) في مستوى سطح البحر.
- المدى:2820 كم.

1150 كم مسلحة بست صواريخ جو-جو.
- أقصى ارتفاع: 18,500 متر.
- معدل الصعود: 240 متر/ثانية.
- الحمل على الأجنحة: 420 كغم/متر².
- النسبة دفع-وزن: 0.88

### التسليح
- مدفع واحد من نوع جريازيف شيبونوف جي.إس.إتش-23 23 مم به 200 طلقة.
- بها أماكن لأسلحة تزن 3000 كغم وعدة أنواع من الصواريخ الجو-جو مثل:

أر-23/24 (ايه.ايه-7 أبيكس).
أر-60 (ايه.ايه-8 أفيد).
- بعض الطائرات المطورة تستطيع حمل الصواريخ التالية:

أر-27 (ايه.ايه-10 الامو).
أر-73 (ايه.ايه-11 أرشر).
أر-77 (ايه.ايه-12 أدر).

## المستخدمون

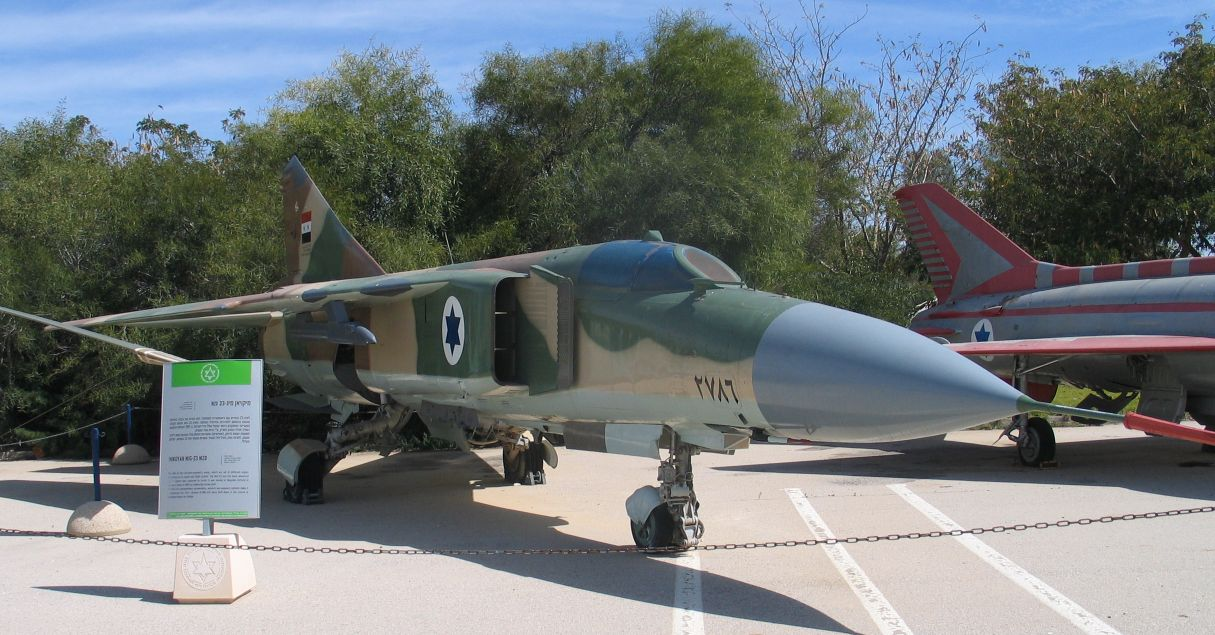
طائرة ميغ 23 السورية هبطت على الأرض الإسرائيلية عام 1989م.

### المستخدمون الحاليون

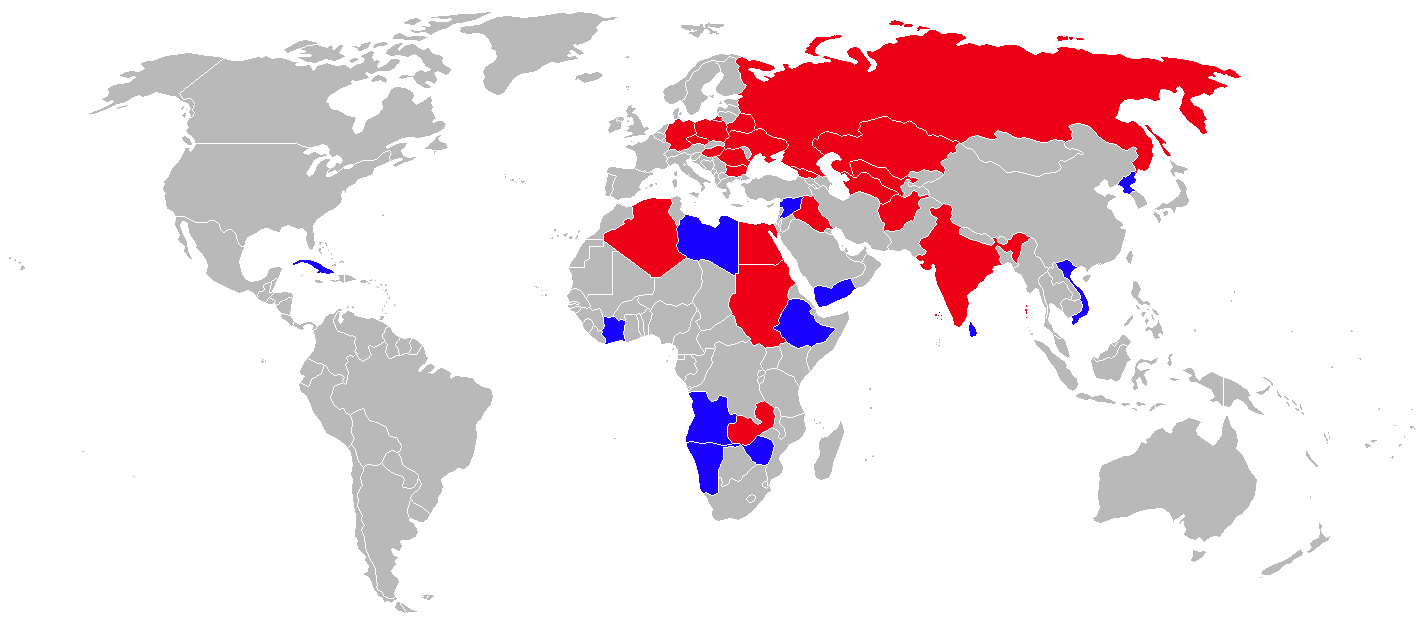
ميج-23 المستخدمون (السابقون بالأحمر ; الحاليون ب الازرق)

- إثيوبيا: 32 ميج 23 في الخدمة من طرازات BN/UB للهجوم الأرضي.
- الجزائر: 29 ميج 23 في الخدمة من طرازات BN/MS/UB.
- أرمينيا: 5 ميج 23 في الخدمة.
- أنغولا: 32 ميج 23 في الخدمة من طرازات M/UB.
- الهند: 60 ميج 23 BN/UB.
- اليمن: 44 ميج 23 في الخدمة من طرازات BN/UB.
- تركمنستان: 230 ميج 23 في الخدمة من طرازات M/UB.
- جورجيا.
- روسيا البيضاء: 34 ميج 23 في الخدمة من طراز M.
- زيمبابوي: 3 ميج 23 في الخدمة من طرازي M/UB.
- سوريا: 146 ميج 23 من طرازات MS/MF/ML/MLD/BN/UB.
- سيريلانكا: تستخدم طائرة واحدة ميج 23 UB لأغراض التدريب لطائرات الميج 27.
- كازاخستان: 100 ميج 23 من من طرازي M/UB.
- كوبا: 69 ميج 23 من من طرازات MF/ML/UB. معظمها على الأرض.
- كوريا الشمالية: 56 ميج 23 من من طرازات ML/UB.
- ليبيا: 130 ميج 23 من من طرازات MS/ML/BN/UB. معظمها مخزنة.

### المستخدمون السابقون

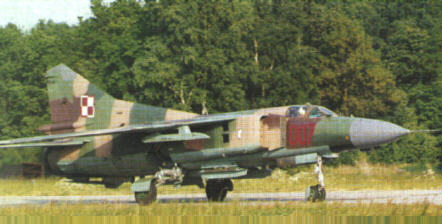
ميج 23 بولندية

- الاتحاد السوفيتي: بعد تفكك الاتحاد السوفيتي انتقلت طائرات الميج 23 إلى الدول المستقلة.
- التشيك: خرجت طرازات BN/MF من الخدمة عام 1994 وطرازات ML/UB عام 1998.
- السودان.
- العراق: تم إسقاط 8 في حرب الخليج وتهريب 24 إلى إيران وبعض الطائرات كانت في يوغوسلافيا ليتم عمل تطويرات لها عند بدء الحرب فلم ترجع. بعد انهيار نظام صدام حسين في حرب العراق خرجت الميج 23 من الخدمة في القوات الجوية العراقية الجديدة.
- أفغانستان: يعتقد أن الميج 23 قد خدمت في سلاح الجو الأفغاني بدءًا من 1984 لكنه ليس مؤكدًا، فربما كانت هذه الطائرات مجرد طائرات تابعة لسلاح الجو السوفييتي تحمل علم وألوان الطائرات الأفغانية.
- ألمانيا الشرقية: انتقلت طائرات الميج 23 بعد انهيار سور برلين إلى سلاح الجو الألماني (الموحدة)، أعطيت اثنتان إلى القوات الجوية الأمريكية، واحدة لمتحف في فلوريدا والباقون إما تم بيعهم لدول أخرى أو بيعوا كخردة.
- المجر: خدمت 16 ميج 23 في سلاح الجو المجري، خرجوا من الخدمة عام 1997.
- أوكرانيا.
- إيران: 24 طائرة قدموا من العراق أثناء حرب الخليج، كلهم مخزنين.
- بلغاريا: خدمت 90 ميج 23 في سلاح الجو البلغاري من عام 1976 إلى 2002.
- بولندا: تم تسليم 36 ميج 23 MF ذات المقعد الواحد و6 ميج 23 UB للتدريب للقوات الجوية البولندية في الفترة ما بين 1979 و1982. خرجوا من الخدمة في سبتمبر 1999.
- تشيكوسلوفاكيا: انتقلت طائرات الميج التشيكوسلافية إلى دولة التشيك.
- رومانيا: خدمت 46 ميج 23 في سلاح الجو الروماني من عام 1979 إلى 2001. تم سحبهم من الخدمة عام 2003.
- روسيا: ما يقرب من 500 طائرة ميج 23 كلهم مخزنين.
- مصر: دخلت الميج 23 القوات الجوية المصرية لأول مرة عام 1974 حين اشترت مصر 20 طائرة ميج 23، بعد قطع السوفييت المساعدات العسكرية عن مصر عام 1974، وهبت مصر 8 طائرات ميج 23 للقوات الجوية الأمريكية و6 طائرات أخرى للصين. خرجت باقي الطائرات من الخدمة أوائل عام 1975.

## وصلات خارجية
- ميج-23 علي موقع FAS.org
- علي موقع Global Security.org
- ميج-23 علي موقع Global Aircraft